# Lisa: The Painful
LISA: The Painful ist ein postapokalyptisches Rollenspiel aus dem Jahr 2014, das vom amerikanischen Indie-Studio Dingaling Productions entwickelt und veröffentlicht wurde. Das Spiel wurde von Austin Jorgensen geschrieben, entworfen und komponiert und am 15. Dezember 2014 für Windows, OS X und Linux veröffentlicht. LISA: The Painful ist der zweite Teil der Lisa-Trilogie, dem LISA: The First (2012) vorangeht und LISA: The Joyful (2015) folgt, ein eigenständiger DLC, der die Serie abschließt.
In LISA: The Painful steuert der Spieler Brad Armstrong, einen kahl werdenden Mann mittleren Alters mit einer schwierigen Vergangenheit, der auf der Suche nach seiner Adoptivtochter Buddy durch das Ödland von Olathe reist. Unterwegs muss er Entscheidungen treffen, die sowohl sein eigenes Wohlergehen als auch das seiner Gruppenmitglieder dauerhaft beeinflussen. Das Spiel erhielt allgemein positive Kritiken und wurde für seinen düster-komischen Text und Soundtrack gelobt. Erweiterte Versionen von LISA: The Painful und LISA: The Joyful, gebündelt unter dem Titel LISA: Definitive Edition, wurden am 18. Juli 2023 veröffentlicht.

## Spielablauf
Lisa bietet eine Kombination aus rundenbasierten Rollenspielkämpfen in einer seitlich verlaufenden 2D-Welt. Mehrere Charaktere des Spiels, darunter der Protagonist Brad, sind süchtig nach einer Droge namens Joy. Im Spiel wird behauptet, dass Joy bei seinen Benutzern dazu führt, „nichts zu fühlen“, aber die Kraft der Angriffsbewegungen der Gruppenmitglieder des Spielers drastisch erhöht, ihnen jedoch bei Nichtgebrauch ernsthafte Entzugserscheinungen beschert. Der Overworld bietet eine Auswahl an Siedlungen mit Geschäften und Bars, in denen sich häufig potenzielle Gruppenmitglieder befinden. Das Spiel umfasst dreißig verschiedene mögliche Begleiter (von denen die meisten wenig bis gar keine Relevanz für die Haupthandlung des Spiels haben), obwohl alle außer Brad durch geskriptete Ereignisse wie Russisches Roulette oder durch bestimmte Feinde, die gelegentlich permanente Kill-Moves verwenden, dauerhaft getötet werden können.
„Im Kampf können Brad und einige seiner Gefährten Kombinationsangriffe mithilfe des „Dial Combo“-Systems ausführen, bei dem der Spieler eine Tastenfolge drücken kann, um mächtige Angriffe wie Feuerbälle auszuführen. Andere Gruppenmitglieder verwenden verschiedene Techniken für Angriff und Verteidigung und wenden Statuseffekte wie Betäubung oder Lähmung an. Jedes Gruppenmitglied hat einen anderen Spielstil.“ Die Standardangriffe des Anti-Joy-Kreuzritters Ajeet bestehen beispielsweise aus verschiedenen Stößen, die keinen Schaden verursachen, aber beim Feind garantierte Statuseffekte bewirken. Daher kann er nur mit seinen Spezialbewegungen direkten Schaden anrichten.
Während des Spiels muss Brad Entscheidungen treffen, die die Kernmechanik des Spiels beeinflussen. Abhängig von den Entscheidungen des Spielers kann Brad einen oder beide Arme oder einige seiner Gruppenmitglieder verlieren. Der Verlust von Brads Armen verschlechtert seine Werte drastisch und erhöht die Häufigkeit seines Freude-Entzugs. Ohne Arme kann Brad seinen Armstrong-Stil überhaupt nicht verwenden und kann Gegner nur beißen (bestimmte Fähigkeiten können jedoch immer noch ausgewählt werdejournn).
In Lisa: The Joyful wird Buddy, die letzte weibliche auf Erden, zur neuen Protagonistin (obwohl ihr der Kriegsherr Rando, der Endgegner von The Painful und Brads Adoptivsohn, vorübergehend zur Seite steht). Während das Gameplay ansonsten dem des Vorgängers ähnelt, hat Buddy mehr Fortbewegungsmöglichkeiten und ist im Allgemeinen mächtiger als Brad, da er im Kampf auf das richtige Timing ausgerichtete Angriffe einsetzt.

## Handlung

### Einstellung

#### The First
The First ist das einzige Spiel der Serie, in dem der Spieler die titelgebende Lisa direkt sieht (obwohl die Charaktere oft auf sie anspielen und sie sowohl in Visionen als auch in Rückblenden anderer Charaktere auftaucht). Obwohl es für nachfolgende Teile weitgehend unwichtig ist, liefert es Hintergrundinformationen zum Antagonisten der Serie, Marty, und die Motivation des Protagonisten von The Painful, Brad Armstrong.
Eines Nachts flieht Lisa aus einem heruntergekommenen Haus, während ihr gewalttätiger Vater Martin Armstrong auf der Couch fernsieht. Obwohl sie den Ort physisch verlässt, kann Lisa den ihr zugefügten Missbrauch nicht überwinden.
Das Spiel ist insofern einzigartig, als dass seine Besetzung nur aus zwei Charakteren besteht: Lisa selbst und verschiedenen deformierten und grotesken Erscheinungsformen von Marty. Die Spieler navigieren durch viele Umgebungen, die Licht auf die Beziehung zwischen Lisa und Marty werfen: Es wird gezeigt, dass Marty, obwohl er einst ein fürsorglicher und gutherziger Mann war, durch einen unbekannten Vorfall (vermutlich der Abschied von Lisas Mutter) deprimiert wurde und in einen Teufelskreis der Alkoholabhängigkeit geriet. Es wird häufig angedeutet, dass Marty Lisa sowohl körperlich als auch sexuell missbraucht hat.
Das Spiel endet damit, dass Lisa dem Wahnsinn verfällt und im Titelbildschirm von The Painful wird enthüllt, dass sie Selbstmord begangen hat, indem sie sich erhängt hat.

#### Welt
Sowohl The Painful als auch The Joyful spielen in einer postapokalyptischen Einöde namens Olathe. Einst eine normale Stadt, sind nach einer unsichtbaren Katastrophe namens „The Flash“ alle Frauen umgekommen und die Menschheit hat keine Möglichkeit mehr, sich fortzupflanzen. Gesetzlosigkeit verwüstet den größten Teil der Welt, obwohl bestimmte Gebiete von Kriegsherren überwacht werden, von denen der stärkste als „Rando-Armee“ bekannt ist: Eine in marineblaue und rote Kleidung gekleidete Gruppe führt den titelgebenden Kampfkünstler „Rando“ an, der immer eine totenkopfförmige Maske trägt und ausschließlich mit einem einzigen Untergebenen laut spricht.
Viele haben auf Joy zurückgegriffen, eine stark süchtig machende Droge, die von einem Bandenführer namens Buzzo verbreitet wird und die Menschen „nichts fühlen“ lässt. Ohne das Wissen seiner Benutzer wurde Joy von einem Mann namens „Doctor Yado“ entwickelt, der im Laufe des Spiels regelmäßig auftaucht und an mehreren Stellen Trompete spielt. Die Droge wurde vor den Ereignissen des Spiels in Zusammenarbeit mit dem Militär entwickelt, um Supersoldaten zu erschaffen, wurde jedoch als Fehlschlag angesehen: Obwohl sie wirksam ist, führt sie schließlich dazu, dass Benutzer zu deformierten, geistlosen Kreaturen werden, die als Joy-Mutanten bekannt sind und ausschließlich von Yado selbst kontrolliert werden.

### Geschichte
Das Spiel beginnt mit einer Rückblende, in der der Spieler ein Kind namens Bradley Armstrong steuert. Der Weggang seiner Mutter führt dazu, dass Bradley und seine jüngere Schwester Lisa von ihrem Vater Marty misshandelt und vernachlässigt werden. Das Spiel springt dann in die postapokalyptische Zukunft, in der Brad, inzwischen ein ehemaliger Kampfsportlehrer mittleren Alters, mit seinen Freunden lebt. Eines Tages entdeckt er ein kleines Mädchen, das im Ödland liegt. Während seine Freunde ihn anflehen, das Kind Rando zu geben, weigert sich Brad und zieht stattdessen das junge Mädchen, das er „Buddy“ nennt, heimlich auf. Sie wird scheinbar entführt, was Brad dazu veranlasst, sich auf eine Reise durch Olathe zu begeben, um sie zu retten.
Während seiner Suche trifft Brad viele verschiedene Charaktere, von denen einige vom Spieler als Gruppenmitglieder rekrutiert werden können, um im Kampf eingesetzt zu werden. Während des gesamten Spiels zeigen Rückblenden ein Olathe vor der Apokalypse und beleuchten Brads frühes Leben, einschließlich seiner Erziehung an der Seite seiner jüngeren Schwester Lisa und ihrer Beziehung zu Marty. Brad begegnet auch wiederholt Buzzo, der ihn zwingt, schwerwiegende Entscheidungen mit dauerhaften Konsequenzen für das Spiel zu treffen.
Brad und Buddy sind später wieder vereint, woraufhin Brad erkennt, dass Buddy aufgrund von Brads kontrollierender Natur alleine gegangen ist. Brad beschließt dennoch, Buddy mit nach Hause zu nehmen, wird jedoch von Buzzo und seiner Bande in die Enge getrieben, die ihn niederschlagen und ihm Joy zwangsernähren. Brad hat einen durch Joy verursachten Blackout und als er aufwacht, stellt er fest, dass Buzzo, seine Gruppe und Buddy weg sind. Nachdem er gehört hat, dass Buddy ein Boot gestohlen hat und vermutlich aufs Meer hinausgefahren ist, baut Brad sein eigenes, um sie zu erreichen, und lässt seine Gruppenmitglieder im Schlaf zurück.
Brad findet Buddy auf einer verlassenen Insel, wo er von dem alten Marty gepflegt wird. Der Spieler hat die Möglichkeit, Marty zu verschonen, was jedoch letztlich nutzlos ist, da er unabhängig von der Wahl des Spielers bekämpft wird. Während des Kampfes ist Brad gezwungen, Buddy körperlich anzugreifen, um Marty zu töten, woraufhin sie bewusstlos wird. Als Buddy erneut entkommt, benutzt Brad eine Leiche als Schwimmhilfe, um seine Adoptivtochter zu verfolgen.
Als er an Land kommt, begegnet Brad dem Vater seines Kindheitsfreundes „Sticky“: Mr. Angoneli. Angoneli, ein ehemaliger Hausmeister, glaubt, dass Gott ihm Buddy geschickt hat: Er erzählt, wie die Apokalypse ihm zu Wohlstand verholfen hat. Angoneli erklärt, dass er Buddys Gesicht „brandmarken“ muss, um seine Spuren in der Geschichte zu hinterlassen, bevor er sie vergewaltigt. Brad greift ihn schnell an und versucht, einen verletzten Buddy zu trösten, der ihn zurückweist: Sie wiederholt, dass sie nicht gerettet werden will, bevor sie davonläuft und schließlich den Kriegsherrn Rando erreicht.
Unerwartet treffen Mitglieder von Brads Gruppe ein, um ihn zur Rede zu stellen und ihre wahren Gedanken über Brad zu offenbaren, die von Charakter zu Charakter sehr unterschiedlich ausfallen: Der Einkaufswagenrennfahrer Frank Minetti enthüllt, dass er Brad immer schon gehasst hat und von Anfang an vorhatte, ihn zu hintergehen; der professionelle Wrestler Shocklord zögert zu kämpfen und fleht seine Kumpanen an, Brad nicht zu verletzen; der Kinderzauberer Jack behauptet, dass er vor der Begegnung mit Brad keine Ahnung von einer Frau gehabt habe usw. Brad, der davon besessen ist, wieder mit seiner Adoptivtochter zusammenzukommen, metzelt sie nieder und fährt fort, Randos Truppen zu massakrieren, wobei er Rando schwer verkrüppelt.
Brad erreicht schließlich Buddy, die ihn dafür beschimpft, dass er ihre Chancen auf Freiheit ruiniert hat. Die letzte Entscheidung des Spielers im Spiel ist, ob Buddy den sterbenden Brad umarmt oder nicht (obwohl dies keinen Einfluss auf die Geschichte des Spiels hat), der ihn dann fragt, ob er das Richtige getan hat. Brad fällt dann um, anscheinend tot. Das Ende, das der Spieler erhält, hängt davon ab, ob er im Pain Modus spielt oder die Droge Joy nimmt, obwohl Brad sich immer in einen Joy-Mutanten verwandelt. Abhängig von den Entscheidungen des Spielers werden verschiedene Rückblenden abgespielt, die Brads Leben vor dem Flash zeigen und Licht auf den Selbstmord der titelgebenden Lisa werfen.

#### Lisa: The Joyful
Das DLC-Kapitel des Spiels findet unmittelbar nach dem Ende des zweiten Spiels statt. Rando erholt sich von den tödlichen Verletzungen, die Brad ihm zugefügt hat, und begleitet Buddy bei ihrem Versuch, die mächtigste Person in Olathe zu werden: indem sie die dort herrschenden Kriegsherren tötet, trotz Randos Missbilligung.
Nachdem Buddy ein von Pazifisten bewohntes Dorf niedergemetzelt hat, verlässt Rando Buddy, vermutlich aus Entsetzen über die Sinnlosigkeit der Gewalt, die Buddy in Olathe entfesselt hat.
Rando wird anschließend von einem Mann namens Bolo Bugaughtiichi gefangen genommen, der ihn als Köder in einem letztlich erfolglosen Versuch benutzt, Buddy zu fangen und zu vergewaltigen. Unabhängig von der Wahl des Spielers ist Bolo erfolglos und wird getötet: entweder von Buddy oder von einer mutierten Kreatur mit dem Spitznamen „Sweetheart“. Wenn Sweetheart Bolo tötet, enthüllt ein schrecklich verletzter Rando, dass er hinter der Entführung steckte, um Buddy zu schützen und zu beschützen. Buddy tötet Rando in einem heftigen Wutanfall. Danach leidet Buddy unter verschiedenen Halluzinationen, die vermutlich das Nebenprodukt der Entführung von Joy sind, beispielsweise sieht er, wie Brad und Rando sie von verschiedenen Klippen und Überhängen aus beobachten.
Nachdem er alle Kriegsherren des Spiels besiegt hat, konfrontiert Buddy Dr. Yado, einen Trompeten spielenden Professor, der an geheimen Orten in The Painful auftaucht, mit dem man aber nicht interagieren kann. Yado, ein verrückter Wissenschaftler, der Joy erschaffen hat, behauptet, er habe den Flash verursacht und Buzzo benutzt, um Joy in ganz Olathe zu verbreiten, um die Zivilisation zu zerstören und die Welt zu beherrschen. Buddy wird plötzlich von Sweetheart überfallen, aber von Buzzo gerettet, der ihr mitteilt, dass Yado einen Impfstoff hat, der verhindern kann, dass sie zu einem Joy-Mutanten wird. Nach Yados Niederlage beginnt er, Buddy verbal zu konfrontieren, offenbart sich als ihr biologischer Vater und behauptet, dass er Kontrolle über sie hat. Er wird plötzlich von einem schrecklich verletzten Buzzo getötet, der beide ihrer bösen Taten abschwört.
Buzzo erklärt, dass er früher Lisas Liebhaber war, und beschuldigt Brad, den Missbrauch durch seinen Vater nicht verhindern zu können, was schließlich zu Lisas Selbstmord führte. Aus diesem Grund quält er Brad während The Painful. Nachdem er darauf beharrt, dass Brad Buddys wahrer Vater und ein guter Mann sei, mutiert er aufgrund seines eigenen geheimen Joy-Konsums und begeht Selbstmord, indem er sich den Hals abbeißt. Da Buddy unabhängig vom Joy-Konsum des Spielers mutieren soll, kann der Spieler den Impfstoff entweder annehmen oder ablehnen, wodurch Joys mutagene Wirkung gestoppt wird. Jede Wahl beendet das Spiel mit einer Zwischensequenz, die sich je nach Auswahl ändert.

## Entwicklung
Vor Lisa: The Painful hatte Entwickler Austin Jorgensen sein erstes Spiel namens Lisa: The First entwickelt, das am 9. Oktober 2012 als Freeware veröffentlicht wurde. Dieser Titel aus dem Jahr 2012 ist der erste Teil der Trilogie und Lisa spielt die Hauptrolle. Die ursprüngliche Lisa unterscheidet sich deutlich von Painful, denn sie legt einen viel größeren Schwerpunkt auf die Erkundung und konzentriert sich auf die Beziehung zwischen der titelgebenden Lisa, einer wiederkehrenden Figur in der gesamten Serie, und ihrem Vater Marty, die beide in späteren Teilen der Serie auftauchen. The First wurde von Jorgensen als „Yume Nikki ripoff“ bezeichnet, da es in seiner Struktur deutliche Einflüsse von Yume Nikki aufweist. Bei der Veröffentlichung des Spiels im Jahr 2014 erhielten beide Spiele zur Unterscheidung alternative Namen: Lisa: The First und Lisa: The Painful. Laut Jorgensen wurde die ursprüngliche Lisa von einer früheren Beziehung von ihm inspiriert.
Lisa: The Painful wurde über Kickstarter mit einem Ziel von 7.000 US-Dollar finanziert. Die Kampagne wurde am 14. November 2013 gestartet und brachte 16.492 US-Dollar von 847 Personen ein. Damit wurden beide Stretch-Ziele erreicht. Dingaling entwickelte auch die Fortsetzungserweiterung Lisa: The Joyful, in der Buddy die Hauptrolle spielt. Jorgensen hat EarthBound als seine wichtigste Inspirationsquelle für die Arbeit an Lisa genannt, wobei er sich sowohl vom Zeichenstil als auch von der Verwendung komischer Elemente in einem ernsten Umfeld inspirieren ließ.
Erweiterte Versionen von Lisa: The Painful und Lisa: The Joyful, gebündelt unter dem Titel Lisa: Definitive Edition, wurden am 6. Juni 2023 für Nintendo Switch, PlayStation 4, PlayStation 5, Xbox One, Xbox Series X/S und Windows angekündigt, die verschiedene Fixes, neue Inhalte und einen „Painless Mode“ für niedrigere Schwierigkeitsgrade einführten. Die Neuveröffentlichungen wurden von Dingaling Productions und Serenity Forge entwickelt und am 18. Juli 2023 veröffentlicht.

## Rezeption
Laut der Bewertungswebsite Metacritic erhielt Lisa „allgemein positive Bewertungen“. Besonders gelobt wurde der Soundtrack des Spiels, der als separater Download auf Steam veröffentlicht wurde, zusammen mit einer Kunstsammlung mit Charakterprofilen und Konzeptzeichnungen von Chase Anast, demselben Mann, der für das Mother 4-Projekt verantwortlich war.
Lisa hat eine Handvoll bemerkenswerter Fangames erhalten, vor allem LISA: The Pointless von Edvinas Kandrotas und LISA: The Hopeful von einem Entwickler unter dem Pseudonym Taco Salad mit Hilfe anderer Mitglieder der Community. Pointless und Hopeful (sowie alle anderen Fan-Projekte) wurden von Jorgensen zunächst als kanonisch bezeichnet,
dieser Kommentar wurde jedoch mit der Einführung der LISA IP-Richtlinien bei der Veröffentlichung der Definitive Edition zurückgezogen.